# Untermaßfeld
Untermaßfeld est une commune allemande située dans le Land de Thuringe, faisant partie de l'arrondissement de Schmalkalden-Meiningen.

## Histoire
Pendant la Seconde Guerre mondiale, la prison forteresse a servi de lieu d'internement à plus de 1500 prisonniers de guerre français, tchèques, des déportés politiques "NN" venant de Wittlich, d'Esterwegen du Pas-de-Calais,, et d'enfants polonais,.
Les Américains ont occupé la prison le 2 avril 1945. Le 23 avril, elle accueillait 476 prisonniers politiques, 309 prisonniers de droit commun, 157 inculpés.
Parmi les politiques, il y avait 47 Français, 71 Belges, 73 Luxembourgeois , 6 Norvégiens, des Tchèques et des enfants Polonais.

### Détenus connus[7]
- Marcel Guislain, maire de Roubaix

## Galerie de photos

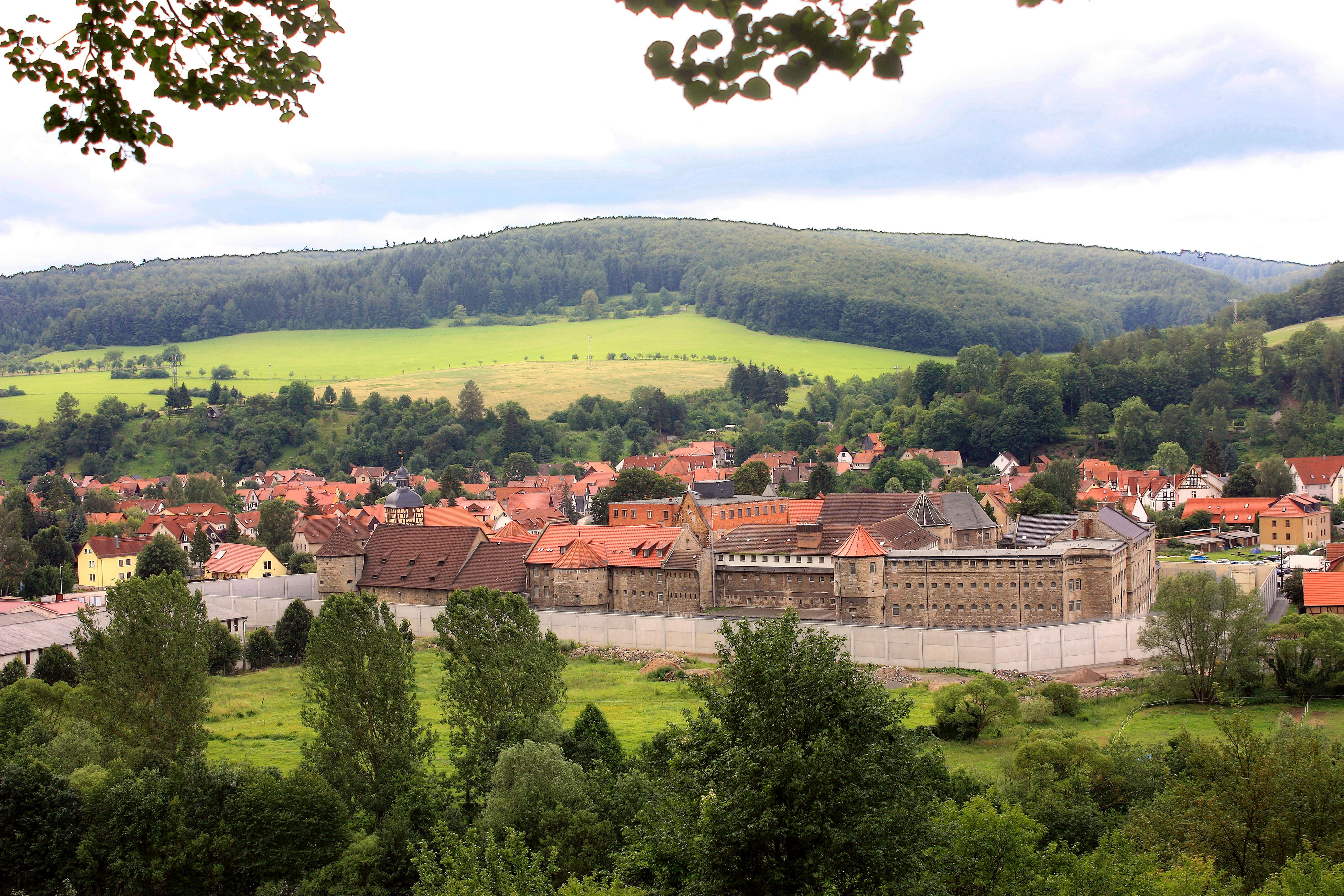
Untermaßfeld et sa forteresse
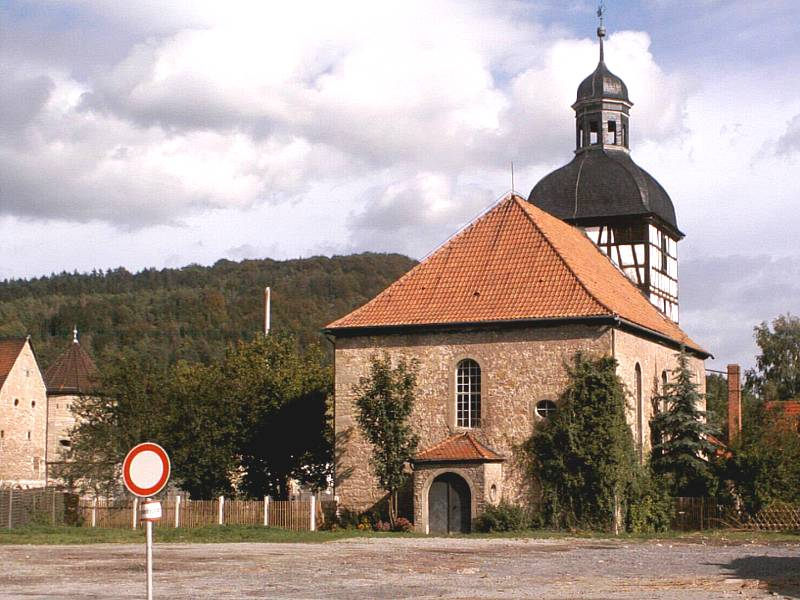
L'église d'Untermaßfeld